# Piper margaritae
Piper margaritae es una especie extinta de plantas perteneciente a la familia Piperaceae, descrita a partir de hojas fósiles. Las hojas son ovadas y enteras con una inserción de pecíolo abaxial marginal a submarginal, que es estriada y más ancha en su base. La lámina de la hoja es simétrica, con un ápice recto a ligeramente acuminado y una base redondeada a cordada. La venación primaria es pinada, la secundaria brochidrodoma y espaciada irregularmente, la terciaria mayormente opuesta sinuosa, cuaternaria y quintenaria reticuladas poligonales irregulares. Dentro de Piper, las hojas fósiles son similares a las del clado Schilleria, comparten una forma laminar ovalada y un tamaño mesófilo, ángulo de base obtuso, pecíolos largos con inserción de pétalos abaxiales marginales (hasta submarginales) y patrones de venación.

## Etimología
El epíteto específico margaritae honra a Margarita Gómez y Mateo Matamala, dos estudiantes de biología que murieron en 2011 como víctimas del conflicto armado mientras exploraban sitios de campo en Colombia.

## Distribución
Las hojas fósiles de Piper margaritae se recolectaron en 2005 de un solo horizonte fosilífero en el centro de la Formación Guaduas, en la mina de carbón subterránea Montecristo Ubaté, Cundinamarca, Colombia. La Formación Guaduas aflora a lo largo de la Cordillera Oriental de Colombia y es una secuencia de vetas de carbón intercaladas con areniscas y lutitas fluviales.

## Paleoclima y ambiente
Piper margaritae vivía en las selvas tropicales del norte de Suramérica entre el Cretáceo tardío y el Paleoceno temprano, con ambientes que van desde una zona supratidal hasta llanuras de inundación costeras y pantanos en zonas bajas.